# Aoi Yamada
Aoi Yamada (アオイヤマダ) (nascida em Matsumoto em 24 de junho de 2000) é uma dançarina, modelo e atriz japonesa. Como atriz, Yamada apareceu na série de televisão First Love (2022) e no filme de drama Dias Perfeitos (2023). Em 2021, ela se apresentou na cerimônia de encerramento dos Jogos Olímpicos de Verão de 2020.

## Juventude
Aoi Yamada nasceu em 24 de junho de 2000 em Matsumoto, cidade da prefeitura de Nagano, Japão. Ela se considerava uma criança tímida e introvertida. Se interessou por dança e música aos cinco anos.

## Carreira
Yamada mudou-se para Tóquio aos 15 anos para seguir a carreira de dançarina. Ela então começou a modelar e atuar em vários videoclipes e apresentações no palco, inclusive no Baselworld em 2018 e 2019. Em 2017, atuou no videoclipe de "Butterfly Effect" da banda de rock SID. Também se apresentou no Museu de Arte Yokohama Sogo e no Kanagawa Arts Theatre. Durante a cerimônia de encerramento dos Jogos Olímpicos de Verão de 2020, realizada em Tóquio, Yamada realizou uma apresentação solo.
Durante a pandemia de COVID-19, a dançarina se tornou viral nas redes sociais com vídeos dela mesma dançando com vegetais.Os vídeos chamaram a atenção da estilista Stella McCartney, com quem ela colaboraria frequentemente no futuro. Yamada também foi modelo para Fred Perry, Lacoste, Rabanne e Uniqlo. Já apareceu nas revistas Numéro, Bella, Madame Figaro, CYAN e Rice.
Yamada fez sua estreia como atriz em 2021 em um papel menor no drama do canal WOWOW FM 999: 999 Women's Songs. Posteriormente, ela atuou no curta-metragem Somewhere in the Snow e na romântica série de TV First Love. Em seguida, ela atuou como Aya no filme de 2023 de Wim Wenders, Dias Perfeitos, ao lado de Kōji Yakusho.